# Aleksandra Kojić

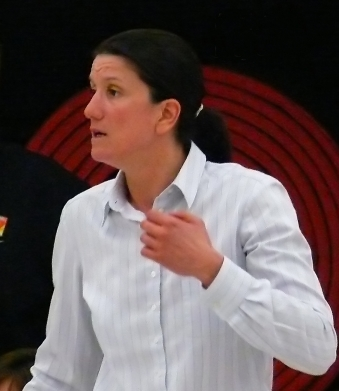
Aleksandra Kojić

Aleksandra Kojić, nach Heirat Aleksandra Heuser (* 19. August 1969  in Belgrad), ist eine deutsche Basketballtrainerin. Vor ihrer Karriere als Basketballtrainerin spielte sie als  Profi-Basketballspielerin unter anderem in Frankfurt, Langen, Osnabrück, Marburg und Dorsten.
Aleksandra Kojić ist diplomierte Sportwissenschaftlerin und Inhaberin der Trainer-A-Lizenz. Der deutsche Basketball Bund beschreibt ihre Zielsetzung wie folgt: „Sie gilt als absolute Verfechterin der Nachwuchsförderungs-Philosophie, möchte junge, deutsche Talente an den Leistungssport heranführen, in den Profi-Basketball integrieren und so dabei mitwirken, das Deutsche Basketball-Nationalteam mittelfristig international konkurrenzfähig zu halten.“

## Trainerstellen
Eintracht Frankfurt, TV Langen, BC Marburg, Osnabrücker SC, Hagener TV, BG Dorsten, Hessischer Basketball Verband, Niedersächsischer Basketball Verband, Deutscher Basketball Bund, Bti Grünberg, Team Mittelhessen und Bender Baskets Grünberg.
Von 2001 bis 2005 trainierte sie das Damen-Basketball-Bundesliga-Team der  BG Dorsten. 2003 war sie Bundestrainerin der U18-Damen  der DBBL. 2005 war sie Trainerin des Universiade-Teams und erreichte mit diesem an der „Studenten-Olympiade“ in Izmir den 6. Platz. Ebenfalls 2005 wurde sie Bundestrainerin der U20-Damen des DBB, gab das Amt aber Ende 2007 auf, um sich besser auf ihre Arbeit beim BC Marburg konzentrieren zu können. Von 2005 bis Januar 2013 war sie Headcoach des  BC Marburg. Die Art und Weise der Entlassung Kojićs führten zu Diskussionen im Umfeld des BC Marburg. Seit Mai 2013 ist sie hauptamtliche Cheftrainerin des Bti Grünberg (Basketball Teil- und Vollzeit-Internat Grünberg) und seit April 2014 Bundestrainerin der U-20 Damen. Im August 2014 übernahm sie die WNBL-Mannschaft Mittelhessen und im Januar 2015 den Zweitligisten Bender Baskets Grünberg, den sie auch in der Saison 2015/2016 trainieren wird.

## Größte Erfolge als Trainerin
1992 wurde Aleksandra Kojić mit der A-Jugend der Frankfurter Eintracht Deutscher Meister, 2003 mit der U20 der BG Dorsten Deutscher Vizemeister und im Folgejahr mit derselben Mannschaft Deutscher Meister. Mit der Bundesligamannschaft der BG Dorsten gewann sie 2004 den Deutschen Pokal und die Deutsche Vize-Meisterschaft. 2002 wurde sie von der DBBL als „Trainerin des Jahres“ ausgezeichnet. In der Saison 2009/2010 sowie 2011/2012 wurde sie Dritter der Deutschen Meisterschaft mit Marburg. Sie wurde 2010 zur Trainerin des Jahres 2010 im Landkreis Marburg-Biedenkopf gewählt.
Als Trainerin der weiblichen U-18 Nationalmannschaft gewann Aleksandra Kojić 2014 die B-Europameisterschaft und stieg mit dem Team in die A-Gruppe auf.